# Thomas White (Leichtathlet)
Thomas White (Charles Thomas „Tom“ White; * 16. November 1917 in Brigg, North Lincolnshire; † 30. Januar 1985 in Scunthorpe) war ein britischer Mittelstreckenläufer.
1946 wurde er bei den Leichtathletik-Europameisterschaften in Oslo Fünfter über 800 m. Bei den Olympischen Spielen 1948 in London erreichte er über dieselbe Distanz das Halbfinale.
1950 wurde er für England startend bei den British Empire Games in Auckland jeweils Fünfter über 880 Yards und im Meilenlauf. Bei den Olympischen Spielen 1952 in Helsinki schied er über 800 m im Halbfinale aus.
1947 wurde er englischer Meister über 880 Yards. 

## Persönliche Bestzeiten
- 800 m: 1:51,5 min, 24. August 1946, Oslo
- 1 Meile: 4:15,0 min, 11. Februar 1950, Auckland